# Boschi di Muzzana
Boschi di Muzzana este o arie protejată (arie specială de conservare — SAC, sit de importanță comunitară — SCI) din Italia întinsă pe o suprafață de 350 ha, integral pe uscat.

## Localizare
Centrul sitului Boschi di Muzzana este situat la coordonatele 45°47′32″N 13°06′56″E / 45.7922°N 13.1156°E.

## Înființare
Situl Boschi di Muzzana a fost declarat sit de importanță comunitară în septembrie 1995 pentru a proteja 30 de specii de animale. Situl a fost protejat și ca arie specială de conservare în octombrie 2013.

## Biodiversitate
Situată în ecoregiunea continentală, aria protejată conține 5 habitate naturale: Liziere de ierburi înalte hidrofile de câmpie și de nivel montan până la alpin, Pajiști uscate din regiunea submediteraneeană estică (Scorzoneratalia villosae), Lacuri eutrofice naturale cu vegetație de tip Magnopotamion sau Hydrocharition, Păduri ilirice de stejar și carpen (Erythronio-Carpinion), Galerii de Salix alba și de Populus alba.
La baza desemnării sitului se află mai multe specii protejate:
- păsări (17): uliu păsărar (Accipiter nisus), pescăruș albastru (Alcedo atthis), egretă mare (Ardea alba), stârc roșu (Ardea purpurea), ciuf-de-pădure (Asio otus), șorecarul comun (Buteo buteo), erete de stuf (Circus aeruginosus), gușă vânătă (Cyanecula svecica), ciocănitoare neagră (Dryocopus martius), egretă mică (Egretta garzetta), șoimul rândunelelor (Falco subbuteo), stârc pitic (Ixobrychus minutus), sfrâncioc roșiatic (Lanius collurio), gaia neagră (Milvus migrans), viespar (Pernis apivorus), pițigoi sur (Poecile palustris), țiclete (Sitta europaea)
- amfibieni (4): izvoraș-cu-burta-galbenă (Bombina variegata), Pelobates fuscus insubricus, Rana latastei, Triturus carnifex
- mamifere (1): liliac cârn (Barbastella barbastellus)
- nevertebrate (3): Coenonympha oedippus, rădașcă (Lucanus cervus), fluturele purpuriu (Lycaena dispar)
- pești (4): Barbus plebejus, Cobitis bilineata, Sabanejewia larvata, Telestes muticellus
- reptile (1): țestoasa de baltă (Emys orbicularis)

Pe lângă speciile protejate, pe teritoriul sitului au mai fost identificate 10 specii de plante, 3 specii de amfibieni, 4 specii de mamifere, 4 specii de nevertebrate, 4 specii de pești, 7 specii de reptile.